# Order San Marino
Order San Marino, Order Rycerski Cywilny i Wojskowy Świętego Maryna (wł. Ordine Eguestre Civile e Militare di San Marino) – jedno z odznaczeń państwowych Republiki San Marino ustanowione w 1859.

## Historia
Order San Marino został ustanowiony 13 sierpnia 1859 ku czci patrona republiki świętego Maryna. Jest przyznawany cudzoziemcom, którzy poprzez swoją działalność cywilną lub wojskową zasłużyli się republice. Order przyznaje się w szczególności za zasługi w dziedzinie kultury, nauki, filantropii i działalności politycznej. Biuro Wielkiego Mistrza orderu dzielą dwaj kapitanowie-regenci San Marino, mający podczas pełnienia swojego urzędu prawo do noszenia go w najwyższej klasie. Odznaczonym przysługują honory wojskowe, jeśli noszą order w sposób widoczny.
Order początkowo dzielił się na pięć klas:
- I klasa – Krzyż Wielki (Cavalieri di Gran Croce), limitowany do 50 osób, nadawany jest głowom koronowanym i prezydentom,
- II klasa – Wielki Oficer (Grandi Uffiziali), limitowany do 100 osób, zarezerwowany dla dyplomatów,
- III klasa – Komandor (Uffiziali Maggiori lub Commendatori), limitowany do 200 osób, zarezerwowany dla dyplomatów,
- IV klasa – Oficer (Uffiziali), limitowany do 400 osób, nadawany pozostałym osobom,
- V klasa – Kawaler (Cavalieri), limitowany do 2 tys. osób, nadawany pozostałym osobom[3],

oraz dołączony do orderu:
- Złoty Medal,
- Srebrny Medal,
- Brązowy Medal[2].

30 kwietnia 1964 ustanowiono dodatkowo Łańcuch Orderu Rycerskiego San Marino (Collare dell’Ordine Equestre di San Marino) nadawany głowom państw.

## Opis odznaki
Odznaką orderu jest emaliowany na biało złoty krzyż tzw. kotwicowy. Pomiędzy jego ramionami znajdują się złote baszty z herbu San Marino. Pośrodku krzyża widnieje okrągły medalion z portretem Świętego Maryna na błękitnym tle. Dookoła napis w języku włoskim: San Marino Prottetore (Święty Maryn Protektor). Nad odznaką widnieje złota korona. Rewers odznaki przedstawia herb San Marino na białym tle i włoski napis: Merito Civile e Militare (zasługi cywilne i wojskowe). Kawalerom orderu I i II klasy przysługuje również gwiazda orderowa. Jest nią ośmiokątna gwiazda z promienistymi ramionami ze srebra, wyłożonymi małymi brylantami. Pośrodku gwiazdy znajduje się odznaka Orderu Świętego Maryna, jednak bez wizerunku patrona republiki, za to ze złotym napisem łacińskim na granatowym tle: Relinquo vos liberos ab utroque homine (Pozostawiam was wolnymi od kogokolwiek). Pod ramionami odznaki znajduje się wieniec oliwkowy z zielonej emalii. Wstążka orderu ma formę równej szerokości pasów w kolorach niebieskim i białym ułożonych na przemian (4 pasy niebieskie i 3 białe oraz wąski biały margines po obu brzegach wstążki). Order I klasy nosi się na wstędze orderowej, order II i III klasy na wstążce na szyi, a order IV i V klasy na wstążce na piersi.
| Baretki Orderu San Marino | Baretki Orderu San Marino | Baretki Orderu San Marino | Baretki Orderu San Marino | Baretki Orderu San Marino | Baretki Orderu San Marino |
| ------------------------- | ------------------------- | ------------------------- | ------------------------- | ------------------------- | ------------------------- |
| Łańcuch                   | Krzyż Wielki              | Wielki Oficer             | Komandor                  | Oficer                    | Kawaler                   |